# Giuseppe Cossiga
Pour les articles homonymes, voir Cossiga.
Giuseppe Cossiga (né le 30 octobre 1963  à Sassari) est un ingénieur et un homme politique italien. Il est secrétaire d'État à la Défense au sein du gouvernement Berlusconi IV.

## Biographie
Diplômé comme ingénieur aéronautique et ayant travaillé à Toulouse pour le consortium ATR et directeur d'entreprise (Autostrade International), Giuseppe Cossiga adhère à Forza Italia puis au Peuple de la liberté. 
Il devient député lors de la XIVe législature, et est réélu pour la XVe et la XVIe (en Sardaigne pour ces deux dernières, tandis qu'il est élu à Luino, en province de Varèse, la première fois).
Passionné par l'histoire et particulièrement l'histoire militaire, il est le président de l'ISTRID (Institut études et recherches pour la Défense). Fils de l'ancien président de la république Francesco Cossiga, il est marié et a un fils.